# Hanumanthapura, Gauribidanur
Hanumanthapura là một làng thuộc tehsil Gauribidanur, huyện Kolar, bang Karnataka, Ấn Độ.